# Григорий Левенфиш
Григорий Яковлевич Левенфѝш е водещ руски гросмайстор през 20-те и 30-те години на ХХ век. Два пъти е шампион на Съветския съюз (1934 и 1937), а през 1937 г. завършва наравно с Ботвиник в мач за световната титла. Левенфиш също е известен шахматен писател.

## Биография
|   | a | b | c | d | e | f | g | h |   |
| 8 | черен топ на бяло поле a8 · черен кон на черно поле b8 · черен офицер на бяло поле c8 · черна дама на черно поле d8 · черен цар на бяло поле e8 · черен офицер на черно поле f8 · черен топ на черно поле h8 · черна пешка на черно поле a7 · черна пешка на бяло поле b7 · черна пешка на черно поле e7 · черна пешка на бяло поле f7 · черна пешка на бяло поле h7 · черна пешка на черно поле d6 · черен кон на черно поле f6 · черна пешка на бяло поле g6 · бял кон на черно поле d4 · бяла пешка на бяло поле e4 · бяла пешка на черно поле f4 · бял кон на черно поле c3 · бяла пешка на бяло поле a2 · бяла пешка на черно поле b2 · бяла пешка на бяло поле c2 · бяла пешка на бяло поле g2 · бяла пешка на черно поле h2 · бял топ на черно поле a1 · бял офицер на черно поле c1 · бяла дама на бяло поле d1 · бял цар на черно поле e1 · бял офицер на бяло поле f1 · бял топ на бяло поле h1 | черен топ на бяло поле a8 · черен кон на черно поле b8 · черен офицер на бяло поле c8 · черна дама на черно поле d8 · черен цар на бяло поле e8 · черен офицер на черно поле f8 · черен топ на черно поле h8 · черна пешка на черно поле a7 · черна пешка на бяло поле b7 · черна пешка на черно поле e7 · черна пешка на бяло поле f7 · черна пешка на бяло поле h7 · черна пешка на черно поле d6 · черен кон на черно поле f6 · черна пешка на бяло поле g6 · бял кон на черно поле d4 · бяла пешка на бяло поле e4 · бяла пешка на черно поле f4 · бял кон на черно поле c3 · бяла пешка на бяло поле a2 · бяла пешка на черно поле b2 · бяла пешка на бяло поле c2 · бяла пешка на бяло поле g2 · бяла пешка на черно поле h2 · бял топ на черно поле a1 · бял офицер на черно поле c1 · бяла дама на бяло поле d1 · бял цар на черно поле e1 · бял офицер на бяло поле f1 · бял топ на бяло поле h1 | черен топ на бяло поле a8 · черен кон на черно поле b8 · черен офицер на бяло поле c8 · черна дама на черно поле d8 · черен цар на бяло поле e8 · черен офицер на черно поле f8 · черен топ на черно поле h8 · черна пешка на черно поле a7 · черна пешка на бяло поле b7 · черна пешка на черно поле e7 · черна пешка на бяло поле f7 · черна пешка на бяло поле h7 · черна пешка на черно поле d6 · черен кон на черно поле f6 · черна пешка на бяло поле g6 · бял кон на черно поле d4 · бяла пешка на бяло поле e4 · бяла пешка на черно поле f4 · бял кон на черно поле c3 · бяла пешка на бяло поле a2 · бяла пешка на черно поле b2 · бяла пешка на бяло поле c2 · бяла пешка на бяло поле g2 · бяла пешка на черно поле h2 · бял топ на черно поле a1 · бял офицер на черно поле c1 · бяла дама на бяло поле d1 · бял цар на черно поле e1 · бял офицер на бяло поле f1 · бял топ на бяло поле h1 | черен топ на бяло поле a8 · черен кон на черно поле b8 · черен офицер на бяло поле c8 · черна дама на черно поле d8 · черен цар на бяло поле e8 · черен офицер на черно поле f8 · черен топ на черно поле h8 · черна пешка на черно поле a7 · черна пешка на бяло поле b7 · черна пешка на черно поле e7 · черна пешка на бяло поле f7 · черна пешка на бяло поле h7 · черна пешка на черно поле d6 · черен кон на черно поле f6 · черна пешка на бяло поле g6 · бял кон на черно поле d4 · бяла пешка на бяло поле e4 · бяла пешка на черно поле f4 · бял кон на черно поле c3 · бяла пешка на бяло поле a2 · бяла пешка на черно поле b2 · бяла пешка на бяло поле c2 · бяла пешка на бяло поле g2 · бяла пешка на черно поле h2 · бял топ на черно поле a1 · бял офицер на черно поле c1 · бяла дама на бяло поле d1 · бял цар на черно поле e1 · бял офицер на бяло поле f1 · бял топ на бяло поле h1 | черен топ на бяло поле a8 · черен кон на черно поле b8 · черен офицер на бяло поле c8 · черна дама на черно поле d8 · черен цар на бяло поле e8 · черен офицер на черно поле f8 · черен топ на черно поле h8 · черна пешка на черно поле a7 · черна пешка на бяло поле b7 · черна пешка на черно поле e7 · черна пешка на бяло поле f7 · черна пешка на бяло поле h7 · черна пешка на черно поле d6 · черен кон на черно поле f6 · черна пешка на бяло поле g6 · бял кон на черно поле d4 · бяла пешка на бяло поле e4 · бяла пешка на черно поле f4 · бял кон на черно поле c3 · бяла пешка на бяло поле a2 · бяла пешка на черно поле b2 · бяла пешка на бяло поле c2 · бяла пешка на бяло поле g2 · бяла пешка на черно поле h2 · бял топ на черно поле a1 · бял офицер на черно поле c1 · бяла дама на бяло поле d1 · бял цар на черно поле e1 · бял офицер на бяло поле f1 · бял топ на бяло поле h1 | черен топ на бяло поле a8 · черен кон на черно поле b8 · черен офицер на бяло поле c8 · черна дама на черно поле d8 · черен цар на бяло поле e8 · черен офицер на черно поле f8 · черен топ на черно поле h8 · черна пешка на черно поле a7 · черна пешка на бяло поле b7 · черна пешка на черно поле e7 · черна пешка на бяло поле f7 · черна пешка на бяло поле h7 · черна пешка на черно поле d6 · черен кон на черно поле f6 · черна пешка на бяло поле g6 · бял кон на черно поле d4 · бяла пешка на бяло поле e4 · бяла пешка на черно поле f4 · бял кон на черно поле c3 · бяла пешка на бяло поле a2 · бяла пешка на черно поле b2 · бяла пешка на бяло поле c2 · бяла пешка на бяло поле g2 · бяла пешка на черно поле h2 · бял топ на черно поле a1 · бял офицер на черно поле c1 · бяла дама на бяло поле d1 · бял цар на черно поле e1 · бял офицер на бяло поле f1 · бял топ на бяло поле h1 | черен топ на бяло поле a8 · черен кон на черно поле b8 · черен офицер на бяло поле c8 · черна дама на черно поле d8 · черен цар на бяло поле e8 · черен офицер на черно поле f8 · черен топ на черно поле h8 · черна пешка на черно поле a7 · черна пешка на бяло поле b7 · черна пешка на черно поле e7 · черна пешка на бяло поле f7 · черна пешка на бяло поле h7 · черна пешка на черно поле d6 · черен кон на черно поле f6 · черна пешка на бяло поле g6 · бял кон на черно поле d4 · бяла пешка на бяло поле e4 · бяла пешка на черно поле f4 · бял кон на черно поле c3 · бяла пешка на бяло поле a2 · бяла пешка на черно поле b2 · бяла пешка на бяло поле c2 · бяла пешка на бяло поле g2 · бяла пешка на черно поле h2 · бял топ на черно поле a1 · бял офицер на черно поле c1 · бяла дама на бяло поле d1 · бял цар на черно поле e1 · бял офицер на бяло поле f1 · бял топ на бяло поле h1 | черен топ на бяло поле a8 · черен кон на черно поле b8 · черен офицер на бяло поле c8 · черна дама на черно поле d8 · черен цар на бяло поле e8 · черен офицер на черно поле f8 · черен топ на черно поле h8 · черна пешка на черно поле a7 · черна пешка на бяло поле b7 · черна пешка на черно поле e7 · черна пешка на бяло поле f7 · черна пешка на бяло поле h7 · черна пешка на черно поле d6 · черен кон на черно поле f6 · черна пешка на бяло поле g6 · бял кон на черно поле d4 · бяла пешка на бяло поле e4 · бяла пешка на черно поле f4 · бял кон на черно поле c3 · бяла пешка на бяло поле a2 · бяла пешка на черно поле b2 · бяла пешка на бяло поле c2 · бяла пешка на бяло поле g2 · бяла пешка на черно поле h2 · бял топ на черно поле a1 · бял офицер на черно поле c1 · бяла дама на бяло поле d1 · бял цар на черно поле e1 · бял офицер на бяло поле f1 · бял топ на бяло поле h1 | 8 |
| 7 | черен топ на бяло поле a8 · черен кон на черно поле b8 · черен офицер на бяло поле c8 · черна дама на черно поле d8 · черен цар на бяло поле e8 · черен офицер на черно поле f8 · черен топ на черно поле h8 · черна пешка на черно поле a7 · черна пешка на бяло поле b7 · черна пешка на черно поле e7 · черна пешка на бяло поле f7 · черна пешка на бяло поле h7 · черна пешка на черно поле d6 · черен кон на черно поле f6 · черна пешка на бяло поле g6 · бял кон на черно поле d4 · бяла пешка на бяло поле e4 · бяла пешка на черно поле f4 · бял кон на черно поле c3 · бяла пешка на бяло поле a2 · бяла пешка на черно поле b2 · бяла пешка на бяло поле c2 · бяла пешка на бяло поле g2 · бяла пешка на черно поле h2 · бял топ на черно поле a1 · бял офицер на черно поле c1 · бяла дама на бяло поле d1 · бял цар на черно поле e1 · бял офицер на бяло поле f1 · бял топ на бяло поле h1 | черен топ на бяло поле a8 · черен кон на черно поле b8 · черен офицер на бяло поле c8 · черна дама на черно поле d8 · черен цар на бяло поле e8 · черен офицер на черно поле f8 · черен топ на черно поле h8 · черна пешка на черно поле a7 · черна пешка на бяло поле b7 · черна пешка на черно поле e7 · черна пешка на бяло поле f7 · черна пешка на бяло поле h7 · черна пешка на черно поле d6 · черен кон на черно поле f6 · черна пешка на бяло поле g6 · бял кон на черно поле d4 · бяла пешка на бяло поле e4 · бяла пешка на черно поле f4 · бял кон на черно поле c3 · бяла пешка на бяло поле a2 · бяла пешка на черно поле b2 · бяла пешка на бяло поле c2 · бяла пешка на бяло поле g2 · бяла пешка на черно поле h2 · бял топ на черно поле a1 · бял офицер на черно поле c1 · бяла дама на бяло поле d1 · бял цар на черно поле e1 · бял офицер на бяло поле f1 · бял топ на бяло поле h1 | черен топ на бяло поле a8 · черен кон на черно поле b8 · черен офицер на бяло поле c8 · черна дама на черно поле d8 · черен цар на бяло поле e8 · черен офицер на черно поле f8 · черен топ на черно поле h8 · черна пешка на черно поле a7 · черна пешка на бяло поле b7 · черна пешка на черно поле e7 · черна пешка на бяло поле f7 · черна пешка на бяло поле h7 · черна пешка на черно поле d6 · черен кон на черно поле f6 · черна пешка на бяло поле g6 · бял кон на черно поле d4 · бяла пешка на бяло поле e4 · бяла пешка на черно поле f4 · бял кон на черно поле c3 · бяла пешка на бяло поле a2 · бяла пешка на черно поле b2 · бяла пешка на бяло поле c2 · бяла пешка на бяло поле g2 · бяла пешка на черно поле h2 · бял топ на черно поле a1 · бял офицер на черно поле c1 · бяла дама на бяло поле d1 · бял цар на черно поле e1 · бял офицер на бяло поле f1 · бял топ на бяло поле h1 | черен топ на бяло поле a8 · черен кон на черно поле b8 · черен офицер на бяло поле c8 · черна дама на черно поле d8 · черен цар на бяло поле e8 · черен офицер на черно поле f8 · черен топ на черно поле h8 · черна пешка на черно поле a7 · черна пешка на бяло поле b7 · черна пешка на черно поле e7 · черна пешка на бяло поле f7 · черна пешка на бяло поле h7 · черна пешка на черно поле d6 · черен кон на черно поле f6 · черна пешка на бяло поле g6 · бял кон на черно поле d4 · бяла пешка на бяло поле e4 · бяла пешка на черно поле f4 · бял кон на черно поле c3 · бяла пешка на бяло поле a2 · бяла пешка на черно поле b2 · бяла пешка на бяло поле c2 · бяла пешка на бяло поле g2 · бяла пешка на черно поле h2 · бял топ на черно поле a1 · бял офицер на черно поле c1 · бяла дама на бяло поле d1 · бял цар на черно поле e1 · бял офицер на бяло поле f1 · бял топ на бяло поле h1 | черен топ на бяло поле a8 · черен кон на черно поле b8 · черен офицер на бяло поле c8 · черна дама на черно поле d8 · черен цар на бяло поле e8 · черен офицер на черно поле f8 · черен топ на черно поле h8 · черна пешка на черно поле a7 · черна пешка на бяло поле b7 · черна пешка на черно поле e7 · черна пешка на бяло поле f7 · черна пешка на бяло поле h7 · черна пешка на черно поле d6 · черен кон на черно поле f6 · черна пешка на бяло поле g6 · бял кон на черно поле d4 · бяла пешка на бяло поле e4 · бяла пешка на черно поле f4 · бял кон на черно поле c3 · бяла пешка на бяло поле a2 · бяла пешка на черно поле b2 · бяла пешка на бяло поле c2 · бяла пешка на бяло поле g2 · бяла пешка на черно поле h2 · бял топ на черно поле a1 · бял офицер на черно поле c1 · бяла дама на бяло поле d1 · бял цар на черно поле e1 · бял офицер на бяло поле f1 · бял топ на бяло поле h1 | черен топ на бяло поле a8 · черен кон на черно поле b8 · черен офицер на бяло поле c8 · черна дама на черно поле d8 · черен цар на бяло поле e8 · черен офицер на черно поле f8 · черен топ на черно поле h8 · черна пешка на черно поле a7 · черна пешка на бяло поле b7 · черна пешка на черно поле e7 · черна пешка на бяло поле f7 · черна пешка на бяло поле h7 · черна пешка на черно поле d6 · черен кон на черно поле f6 · черна пешка на бяло поле g6 · бял кон на черно поле d4 · бяла пешка на бяло поле e4 · бяла пешка на черно поле f4 · бял кон на черно поле c3 · бяла пешка на бяло поле a2 · бяла пешка на черно поле b2 · бяла пешка на бяло поле c2 · бяла пешка на бяло поле g2 · бяла пешка на черно поле h2 · бял топ на черно поле a1 · бял офицер на черно поле c1 · бяла дама на бяло поле d1 · бял цар на черно поле e1 · бял офицер на бяло поле f1 · бял топ на бяло поле h1 | черен топ на бяло поле a8 · черен кон на черно поле b8 · черен офицер на бяло поле c8 · черна дама на черно поле d8 · черен цар на бяло поле e8 · черен офицер на черно поле f8 · черен топ на черно поле h8 · черна пешка на черно поле a7 · черна пешка на бяло поле b7 · черна пешка на черно поле e7 · черна пешка на бяло поле f7 · черна пешка на бяло поле h7 · черна пешка на черно поле d6 · черен кон на черно поле f6 · черна пешка на бяло поле g6 · бял кон на черно поле d4 · бяла пешка на бяло поле e4 · бяла пешка на черно поле f4 · бял кон на черно поле c3 · бяла пешка на бяло поле a2 · бяла пешка на черно поле b2 · бяла пешка на бяло поле c2 · бяла пешка на бяло поле g2 · бяла пешка на черно поле h2 · бял топ на черно поле a1 · бял офицер на черно поле c1 · бяла дама на бяло поле d1 · бял цар на черно поле e1 · бял офицер на бяло поле f1 · бял топ на бяло поле h1 | черен топ на бяло поле a8 · черен кон на черно поле b8 · черен офицер на бяло поле c8 · черна дама на черно поле d8 · черен цар на бяло поле e8 · черен офицер на черно поле f8 · черен топ на черно поле h8 · черна пешка на черно поле a7 · черна пешка на бяло поле b7 · черна пешка на черно поле e7 · черна пешка на бяло поле f7 · черна пешка на бяло поле h7 · черна пешка на черно поле d6 · черен кон на черно поле f6 · черна пешка на бяло поле g6 · бял кон на черно поле d4 · бяла пешка на бяло поле e4 · бяла пешка на черно поле f4 · бял кон на черно поле c3 · бяла пешка на бяло поле a2 · бяла пешка на черно поле b2 · бяла пешка на бяло поле c2 · бяла пешка на бяло поле g2 · бяла пешка на черно поле h2 · бял топ на черно поле a1 · бял офицер на черно поле c1 · бяла дама на бяло поле d1 · бял цар на черно поле e1 · бял офицер на бяло поле f1 · бял топ на бяло поле h1 | 7 |
| 6 | черен топ на бяло поле a8 · черен кон на черно поле b8 · черен офицер на бяло поле c8 · черна дама на черно поле d8 · черен цар на бяло поле e8 · черен офицер на черно поле f8 · черен топ на черно поле h8 · черна пешка на черно поле a7 · черна пешка на бяло поле b7 · черна пешка на черно поле e7 · черна пешка на бяло поле f7 · черна пешка на бяло поле h7 · черна пешка на черно поле d6 · черен кон на черно поле f6 · черна пешка на бяло поле g6 · бял кон на черно поле d4 · бяла пешка на бяло поле e4 · бяла пешка на черно поле f4 · бял кон на черно поле c3 · бяла пешка на бяло поле a2 · бяла пешка на черно поле b2 · бяла пешка на бяло поле c2 · бяла пешка на бяло поле g2 · бяла пешка на черно поле h2 · бял топ на черно поле a1 · бял офицер на черно поле c1 · бяла дама на бяло поле d1 · бял цар на черно поле e1 · бял офицер на бяло поле f1 · бял топ на бяло поле h1 | черен топ на бяло поле a8 · черен кон на черно поле b8 · черен офицер на бяло поле c8 · черна дама на черно поле d8 · черен цар на бяло поле e8 · черен офицер на черно поле f8 · черен топ на черно поле h8 · черна пешка на черно поле a7 · черна пешка на бяло поле b7 · черна пешка на черно поле e7 · черна пешка на бяло поле f7 · черна пешка на бяло поле h7 · черна пешка на черно поле d6 · черен кон на черно поле f6 · черна пешка на бяло поле g6 · бял кон на черно поле d4 · бяла пешка на бяло поле e4 · бяла пешка на черно поле f4 · бял кон на черно поле c3 · бяла пешка на бяло поле a2 · бяла пешка на черно поле b2 · бяла пешка на бяло поле c2 · бяла пешка на бяло поле g2 · бяла пешка на черно поле h2 · бял топ на черно поле a1 · бял офицер на черно поле c1 · бяла дама на бяло поле d1 · бял цар на черно поле e1 · бял офицер на бяло поле f1 · бял топ на бяло поле h1 | черен топ на бяло поле a8 · черен кон на черно поле b8 · черен офицер на бяло поле c8 · черна дама на черно поле d8 · черен цар на бяло поле e8 · черен офицер на черно поле f8 · черен топ на черно поле h8 · черна пешка на черно поле a7 · черна пешка на бяло поле b7 · черна пешка на черно поле e7 · черна пешка на бяло поле f7 · черна пешка на бяло поле h7 · черна пешка на черно поле d6 · черен кон на черно поле f6 · черна пешка на бяло поле g6 · бял кон на черно поле d4 · бяла пешка на бяло поле e4 · бяла пешка на черно поле f4 · бял кон на черно поле c3 · бяла пешка на бяло поле a2 · бяла пешка на черно поле b2 · бяла пешка на бяло поле c2 · бяла пешка на бяло поле g2 · бяла пешка на черно поле h2 · бял топ на черно поле a1 · бял офицер на черно поле c1 · бяла дама на бяло поле d1 · бял цар на черно поле e1 · бял офицер на бяло поле f1 · бял топ на бяло поле h1 | черен топ на бяло поле a8 · черен кон на черно поле b8 · черен офицер на бяло поле c8 · черна дама на черно поле d8 · черен цар на бяло поле e8 · черен офицер на черно поле f8 · черен топ на черно поле h8 · черна пешка на черно поле a7 · черна пешка на бяло поле b7 · черна пешка на черно поле e7 · черна пешка на бяло поле f7 · черна пешка на бяло поле h7 · черна пешка на черно поле d6 · черен кон на черно поле f6 · черна пешка на бяло поле g6 · бял кон на черно поле d4 · бяла пешка на бяло поле e4 · бяла пешка на черно поле f4 · бял кон на черно поле c3 · бяла пешка на бяло поле a2 · бяла пешка на черно поле b2 · бяла пешка на бяло поле c2 · бяла пешка на бяло поле g2 · бяла пешка на черно поле h2 · бял топ на черно поле a1 · бял офицер на черно поле c1 · бяла дама на бяло поле d1 · бял цар на черно поле e1 · бял офицер на бяло поле f1 · бял топ на бяло поле h1 | черен топ на бяло поле a8 · черен кон на черно поле b8 · черен офицер на бяло поле c8 · черна дама на черно поле d8 · черен цар на бяло поле e8 · черен офицер на черно поле f8 · черен топ на черно поле h8 · черна пешка на черно поле a7 · черна пешка на бяло поле b7 · черна пешка на черно поле e7 · черна пешка на бяло поле f7 · черна пешка на бяло поле h7 · черна пешка на черно поле d6 · черен кон на черно поле f6 · черна пешка на бяло поле g6 · бял кон на черно поле d4 · бяла пешка на бяло поле e4 · бяла пешка на черно поле f4 · бял кон на черно поле c3 · бяла пешка на бяло поле a2 · бяла пешка на черно поле b2 · бяла пешка на бяло поле c2 · бяла пешка на бяло поле g2 · бяла пешка на черно поле h2 · бял топ на черно поле a1 · бял офицер на черно поле c1 · бяла дама на бяло поле d1 · бял цар на черно поле e1 · бял офицер на бяло поле f1 · бял топ на бяло поле h1 | черен топ на бяло поле a8 · черен кон на черно поле b8 · черен офицер на бяло поле c8 · черна дама на черно поле d8 · черен цар на бяло поле e8 · черен офицер на черно поле f8 · черен топ на черно поле h8 · черна пешка на черно поле a7 · черна пешка на бяло поле b7 · черна пешка на черно поле e7 · черна пешка на бяло поле f7 · черна пешка на бяло поле h7 · черна пешка на черно поле d6 · черен кон на черно поле f6 · черна пешка на бяло поле g6 · бял кон на черно поле d4 · бяла пешка на бяло поле e4 · бяла пешка на черно поле f4 · бял кон на черно поле c3 · бяла пешка на бяло поле a2 · бяла пешка на черно поле b2 · бяла пешка на бяло поле c2 · бяла пешка на бяло поле g2 · бяла пешка на черно поле h2 · бял топ на черно поле a1 · бял офицер на черно поле c1 · бяла дама на бяло поле d1 · бял цар на черно поле e1 · бял офицер на бяло поле f1 · бял топ на бяло поле h1 | черен топ на бяло поле a8 · черен кон на черно поле b8 · черен офицер на бяло поле c8 · черна дама на черно поле d8 · черен цар на бяло поле e8 · черен офицер на черно поле f8 · черен топ на черно поле h8 · черна пешка на черно поле a7 · черна пешка на бяло поле b7 · черна пешка на черно поле e7 · черна пешка на бяло поле f7 · черна пешка на бяло поле h7 · черна пешка на черно поле d6 · черен кон на черно поле f6 · черна пешка на бяло поле g6 · бял кон на черно поле d4 · бяла пешка на бяло поле e4 · бяла пешка на черно поле f4 · бял кон на черно поле c3 · бяла пешка на бяло поле a2 · бяла пешка на черно поле b2 · бяла пешка на бяло поле c2 · бяла пешка на бяло поле g2 · бяла пешка на черно поле h2 · бял топ на черно поле a1 · бял офицер на черно поле c1 · бяла дама на бяло поле d1 · бял цар на черно поле e1 · бял офицер на бяло поле f1 · бял топ на бяло поле h1 | черен топ на бяло поле a8 · черен кон на черно поле b8 · черен офицер на бяло поле c8 · черна дама на черно поле d8 · черен цар на бяло поле e8 · черен офицер на черно поле f8 · черен топ на черно поле h8 · черна пешка на черно поле a7 · черна пешка на бяло поле b7 · черна пешка на черно поле e7 · черна пешка на бяло поле f7 · черна пешка на бяло поле h7 · черна пешка на черно поле d6 · черен кон на черно поле f6 · черна пешка на бяло поле g6 · бял кон на черно поле d4 · бяла пешка на бяло поле e4 · бяла пешка на черно поле f4 · бял кон на черно поле c3 · бяла пешка на бяло поле a2 · бяла пешка на черно поле b2 · бяла пешка на бяло поле c2 · бяла пешка на бяло поле g2 · бяла пешка на черно поле h2 · бял топ на черно поле a1 · бял офицер на черно поле c1 · бяла дама на бяло поле d1 · бял цар на черно поле e1 · бял офицер на бяло поле f1 · бял топ на бяло поле h1 | 6 |
| 5 | черен топ на бяло поле a8 · черен кон на черно поле b8 · черен офицер на бяло поле c8 · черна дама на черно поле d8 · черен цар на бяло поле e8 · черен офицер на черно поле f8 · черен топ на черно поле h8 · черна пешка на черно поле a7 · черна пешка на бяло поле b7 · черна пешка на черно поле e7 · черна пешка на бяло поле f7 · черна пешка на бяло поле h7 · черна пешка на черно поле d6 · черен кон на черно поле f6 · черна пешка на бяло поле g6 · бял кон на черно поле d4 · бяла пешка на бяло поле e4 · бяла пешка на черно поле f4 · бял кон на черно поле c3 · бяла пешка на бяло поле a2 · бяла пешка на черно поле b2 · бяла пешка на бяло поле c2 · бяла пешка на бяло поле g2 · бяла пешка на черно поле h2 · бял топ на черно поле a1 · бял офицер на черно поле c1 · бяла дама на бяло поле d1 · бял цар на черно поле e1 · бял офицер на бяло поле f1 · бял топ на бяло поле h1 | черен топ на бяло поле a8 · черен кон на черно поле b8 · черен офицер на бяло поле c8 · черна дама на черно поле d8 · черен цар на бяло поле e8 · черен офицер на черно поле f8 · черен топ на черно поле h8 · черна пешка на черно поле a7 · черна пешка на бяло поле b7 · черна пешка на черно поле e7 · черна пешка на бяло поле f7 · черна пешка на бяло поле h7 · черна пешка на черно поле d6 · черен кон на черно поле f6 · черна пешка на бяло поле g6 · бял кон на черно поле d4 · бяла пешка на бяло поле e4 · бяла пешка на черно поле f4 · бял кон на черно поле c3 · бяла пешка на бяло поле a2 · бяла пешка на черно поле b2 · бяла пешка на бяло поле c2 · бяла пешка на бяло поле g2 · бяла пешка на черно поле h2 · бял топ на черно поле a1 · бял офицер на черно поле c1 · бяла дама на бяло поле d1 · бял цар на черно поле e1 · бял офицер на бяло поле f1 · бял топ на бяло поле h1 | черен топ на бяло поле a8 · черен кон на черно поле b8 · черен офицер на бяло поле c8 · черна дама на черно поле d8 · черен цар на бяло поле e8 · черен офицер на черно поле f8 · черен топ на черно поле h8 · черна пешка на черно поле a7 · черна пешка на бяло поле b7 · черна пешка на черно поле e7 · черна пешка на бяло поле f7 · черна пешка на бяло поле h7 · черна пешка на черно поле d6 · черен кон на черно поле f6 · черна пешка на бяло поле g6 · бял кон на черно поле d4 · бяла пешка на бяло поле e4 · бяла пешка на черно поле f4 · бял кон на черно поле c3 · бяла пешка на бяло поле a2 · бяла пешка на черно поле b2 · бяла пешка на бяло поле c2 · бяла пешка на бяло поле g2 · бяла пешка на черно поле h2 · бял топ на черно поле a1 · бял офицер на черно поле c1 · бяла дама на бяло поле d1 · бял цар на черно поле e1 · бял офицер на бяло поле f1 · бял топ на бяло поле h1 | черен топ на бяло поле a8 · черен кон на черно поле b8 · черен офицер на бяло поле c8 · черна дама на черно поле d8 · черен цар на бяло поле e8 · черен офицер на черно поле f8 · черен топ на черно поле h8 · черна пешка на черно поле a7 · черна пешка на бяло поле b7 · черна пешка на черно поле e7 · черна пешка на бяло поле f7 · черна пешка на бяло поле h7 · черна пешка на черно поле d6 · черен кон на черно поле f6 · черна пешка на бяло поле g6 · бял кон на черно поле d4 · бяла пешка на бяло поле e4 · бяла пешка на черно поле f4 · бял кон на черно поле c3 · бяла пешка на бяло поле a2 · бяла пешка на черно поле b2 · бяла пешка на бяло поле c2 · бяла пешка на бяло поле g2 · бяла пешка на черно поле h2 · бял топ на черно поле a1 · бял офицер на черно поле c1 · бяла дама на бяло поле d1 · бял цар на черно поле e1 · бял офицер на бяло поле f1 · бял топ на бяло поле h1 | черен топ на бяло поле a8 · черен кон на черно поле b8 · черен офицер на бяло поле c8 · черна дама на черно поле d8 · черен цар на бяло поле e8 · черен офицер на черно поле f8 · черен топ на черно поле h8 · черна пешка на черно поле a7 · черна пешка на бяло поле b7 · черна пешка на черно поле e7 · черна пешка на бяло поле f7 · черна пешка на бяло поле h7 · черна пешка на черно поле d6 · черен кон на черно поле f6 · черна пешка на бяло поле g6 · бял кон на черно поле d4 · бяла пешка на бяло поле e4 · бяла пешка на черно поле f4 · бял кон на черно поле c3 · бяла пешка на бяло поле a2 · бяла пешка на черно поле b2 · бяла пешка на бяло поле c2 · бяла пешка на бяло поле g2 · бяла пешка на черно поле h2 · бял топ на черно поле a1 · бял офицер на черно поле c1 · бяла дама на бяло поле d1 · бял цар на черно поле e1 · бял офицер на бяло поле f1 · бял топ на бяло поле h1 | черен топ на бяло поле a8 · черен кон на черно поле b8 · черен офицер на бяло поле c8 · черна дама на черно поле d8 · черен цар на бяло поле e8 · черен офицер на черно поле f8 · черен топ на черно поле h8 · черна пешка на черно поле a7 · черна пешка на бяло поле b7 · черна пешка на черно поле e7 · черна пешка на бяло поле f7 · черна пешка на бяло поле h7 · черна пешка на черно поле d6 · черен кон на черно поле f6 · черна пешка на бяло поле g6 · бял кон на черно поле d4 · бяла пешка на бяло поле e4 · бяла пешка на черно поле f4 · бял кон на черно поле c3 · бяла пешка на бяло поле a2 · бяла пешка на черно поле b2 · бяла пешка на бяло поле c2 · бяла пешка на бяло поле g2 · бяла пешка на черно поле h2 · бял топ на черно поле a1 · бял офицер на черно поле c1 · бяла дама на бяло поле d1 · бял цар на черно поле e1 · бял офицер на бяло поле f1 · бял топ на бяло поле h1 | черен топ на бяло поле a8 · черен кон на черно поле b8 · черен офицер на бяло поле c8 · черна дама на черно поле d8 · черен цар на бяло поле e8 · черен офицер на черно поле f8 · черен топ на черно поле h8 · черна пешка на черно поле a7 · черна пешка на бяло поле b7 · черна пешка на черно поле e7 · черна пешка на бяло поле f7 · черна пешка на бяло поле h7 · черна пешка на черно поле d6 · черен кон на черно поле f6 · черна пешка на бяло поле g6 · бял кон на черно поле d4 · бяла пешка на бяло поле e4 · бяла пешка на черно поле f4 · бял кон на черно поле c3 · бяла пешка на бяло поле a2 · бяла пешка на черно поле b2 · бяла пешка на бяло поле c2 · бяла пешка на бяло поле g2 · бяла пешка на черно поле h2 · бял топ на черно поле a1 · бял офицер на черно поле c1 · бяла дама на бяло поле d1 · бял цар на черно поле e1 · бял офицер на бяло поле f1 · бял топ на бяло поле h1 | черен топ на бяло поле a8 · черен кон на черно поле b8 · черен офицер на бяло поле c8 · черна дама на черно поле d8 · черен цар на бяло поле e8 · черен офицер на черно поле f8 · черен топ на черно поле h8 · черна пешка на черно поле a7 · черна пешка на бяло поле b7 · черна пешка на черно поле e7 · черна пешка на бяло поле f7 · черна пешка на бяло поле h7 · черна пешка на черно поле d6 · черен кон на черно поле f6 · черна пешка на бяло поле g6 · бял кон на черно поле d4 · бяла пешка на бяло поле e4 · бяла пешка на черно поле f4 · бял кон на черно поле c3 · бяла пешка на бяло поле a2 · бяла пешка на черно поле b2 · бяла пешка на бяло поле c2 · бяла пешка на бяло поле g2 · бяла пешка на черно поле h2 · бял топ на черно поле a1 · бял офицер на черно поле c1 · бяла дама на бяло поле d1 · бял цар на черно поле e1 · бял офицер на бяло поле f1 · бял топ на бяло поле h1 | 5 |
| 4 | черен топ на бяло поле a8 · черен кон на черно поле b8 · черен офицер на бяло поле c8 · черна дама на черно поле d8 · черен цар на бяло поле e8 · черен офицер на черно поле f8 · черен топ на черно поле h8 · черна пешка на черно поле a7 · черна пешка на бяло поле b7 · черна пешка на черно поле e7 · черна пешка на бяло поле f7 · черна пешка на бяло поле h7 · черна пешка на черно поле d6 · черен кон на черно поле f6 · черна пешка на бяло поле g6 · бял кон на черно поле d4 · бяла пешка на бяло поле e4 · бяла пешка на черно поле f4 · бял кон на черно поле c3 · бяла пешка на бяло поле a2 · бяла пешка на черно поле b2 · бяла пешка на бяло поле c2 · бяла пешка на бяло поле g2 · бяла пешка на черно поле h2 · бял топ на черно поле a1 · бял офицер на черно поле c1 · бяла дама на бяло поле d1 · бял цар на черно поле e1 · бял офицер на бяло поле f1 · бял топ на бяло поле h1 | черен топ на бяло поле a8 · черен кон на черно поле b8 · черен офицер на бяло поле c8 · черна дама на черно поле d8 · черен цар на бяло поле e8 · черен офицер на черно поле f8 · черен топ на черно поле h8 · черна пешка на черно поле a7 · черна пешка на бяло поле b7 · черна пешка на черно поле e7 · черна пешка на бяло поле f7 · черна пешка на бяло поле h7 · черна пешка на черно поле d6 · черен кон на черно поле f6 · черна пешка на бяло поле g6 · бял кон на черно поле d4 · бяла пешка на бяло поле e4 · бяла пешка на черно поле f4 · бял кон на черно поле c3 · бяла пешка на бяло поле a2 · бяла пешка на черно поле b2 · бяла пешка на бяло поле c2 · бяла пешка на бяло поле g2 · бяла пешка на черно поле h2 · бял топ на черно поле a1 · бял офицер на черно поле c1 · бяла дама на бяло поле d1 · бял цар на черно поле e1 · бял офицер на бяло поле f1 · бял топ на бяло поле h1 | черен топ на бяло поле a8 · черен кон на черно поле b8 · черен офицер на бяло поле c8 · черна дама на черно поле d8 · черен цар на бяло поле e8 · черен офицер на черно поле f8 · черен топ на черно поле h8 · черна пешка на черно поле a7 · черна пешка на бяло поле b7 · черна пешка на черно поле e7 · черна пешка на бяло поле f7 · черна пешка на бяло поле h7 · черна пешка на черно поле d6 · черен кон на черно поле f6 · черна пешка на бяло поле g6 · бял кон на черно поле d4 · бяла пешка на бяло поле e4 · бяла пешка на черно поле f4 · бял кон на черно поле c3 · бяла пешка на бяло поле a2 · бяла пешка на черно поле b2 · бяла пешка на бяло поле c2 · бяла пешка на бяло поле g2 · бяла пешка на черно поле h2 · бял топ на черно поле a1 · бял офицер на черно поле c1 · бяла дама на бяло поле d1 · бял цар на черно поле e1 · бял офицер на бяло поле f1 · бял топ на бяло поле h1 | черен топ на бяло поле a8 · черен кон на черно поле b8 · черен офицер на бяло поле c8 · черна дама на черно поле d8 · черен цар на бяло поле e8 · черен офицер на черно поле f8 · черен топ на черно поле h8 · черна пешка на черно поле a7 · черна пешка на бяло поле b7 · черна пешка на черно поле e7 · черна пешка на бяло поле f7 · черна пешка на бяло поле h7 · черна пешка на черно поле d6 · черен кон на черно поле f6 · черна пешка на бяло поле g6 · бял кон на черно поле d4 · бяла пешка на бяло поле e4 · бяла пешка на черно поле f4 · бял кон на черно поле c3 · бяла пешка на бяло поле a2 · бяла пешка на черно поле b2 · бяла пешка на бяло поле c2 · бяла пешка на бяло поле g2 · бяла пешка на черно поле h2 · бял топ на черно поле a1 · бял офицер на черно поле c1 · бяла дама на бяло поле d1 · бял цар на черно поле e1 · бял офицер на бяло поле f1 · бял топ на бяло поле h1 | черен топ на бяло поле a8 · черен кон на черно поле b8 · черен офицер на бяло поле c8 · черна дама на черно поле d8 · черен цар на бяло поле e8 · черен офицер на черно поле f8 · черен топ на черно поле h8 · черна пешка на черно поле a7 · черна пешка на бяло поле b7 · черна пешка на черно поле e7 · черна пешка на бяло поле f7 · черна пешка на бяло поле h7 · черна пешка на черно поле d6 · черен кон на черно поле f6 · черна пешка на бяло поле g6 · бял кон на черно поле d4 · бяла пешка на бяло поле e4 · бяла пешка на черно поле f4 · бял кон на черно поле c3 · бяла пешка на бяло поле a2 · бяла пешка на черно поле b2 · бяла пешка на бяло поле c2 · бяла пешка на бяло поле g2 · бяла пешка на черно поле h2 · бял топ на черно поле a1 · бял офицер на черно поле c1 · бяла дама на бяло поле d1 · бял цар на черно поле e1 · бял офицер на бяло поле f1 · бял топ на бяло поле h1 | черен топ на бяло поле a8 · черен кон на черно поле b8 · черен офицер на бяло поле c8 · черна дама на черно поле d8 · черен цар на бяло поле e8 · черен офицер на черно поле f8 · черен топ на черно поле h8 · черна пешка на черно поле a7 · черна пешка на бяло поле b7 · черна пешка на черно поле e7 · черна пешка на бяло поле f7 · черна пешка на бяло поле h7 · черна пешка на черно поле d6 · черен кон на черно поле f6 · черна пешка на бяло поле g6 · бял кон на черно поле d4 · бяла пешка на бяло поле e4 · бяла пешка на черно поле f4 · бял кон на черно поле c3 · бяла пешка на бяло поле a2 · бяла пешка на черно поле b2 · бяла пешка на бяло поле c2 · бяла пешка на бяло поле g2 · бяла пешка на черно поле h2 · бял топ на черно поле a1 · бял офицер на черно поле c1 · бяла дама на бяло поле d1 · бял цар на черно поле e1 · бял офицер на бяло поле f1 · бял топ на бяло поле h1 | черен топ на бяло поле a8 · черен кон на черно поле b8 · черен офицер на бяло поле c8 · черна дама на черно поле d8 · черен цар на бяло поле e8 · черен офицер на черно поле f8 · черен топ на черно поле h8 · черна пешка на черно поле a7 · черна пешка на бяло поле b7 · черна пешка на черно поле e7 · черна пешка на бяло поле f7 · черна пешка на бяло поле h7 · черна пешка на черно поле d6 · черен кон на черно поле f6 · черна пешка на бяло поле g6 · бял кон на черно поле d4 · бяла пешка на бяло поле e4 · бяла пешка на черно поле f4 · бял кон на черно поле c3 · бяла пешка на бяло поле a2 · бяла пешка на черно поле b2 · бяла пешка на бяло поле c2 · бяла пешка на бяло поле g2 · бяла пешка на черно поле h2 · бял топ на черно поле a1 · бял офицер на черно поле c1 · бяла дама на бяло поле d1 · бял цар на черно поле e1 · бял офицер на бяло поле f1 · бял топ на бяло поле h1 | черен топ на бяло поле a8 · черен кон на черно поле b8 · черен офицер на бяло поле c8 · черна дама на черно поле d8 · черен цар на бяло поле e8 · черен офицер на черно поле f8 · черен топ на черно поле h8 · черна пешка на черно поле a7 · черна пешка на бяло поле b7 · черна пешка на черно поле e7 · черна пешка на бяло поле f7 · черна пешка на бяло поле h7 · черна пешка на черно поле d6 · черен кон на черно поле f6 · черна пешка на бяло поле g6 · бял кон на черно поле d4 · бяла пешка на бяло поле e4 · бяла пешка на черно поле f4 · бял кон на черно поле c3 · бяла пешка на бяло поле a2 · бяла пешка на черно поле b2 · бяла пешка на бяло поле c2 · бяла пешка на бяло поле g2 · бяла пешка на черно поле h2 · бял топ на черно поле a1 · бял офицер на черно поле c1 · бяла дама на бяло поле d1 · бял цар на черно поле e1 · бял офицер на бяло поле f1 · бял топ на бяло поле h1 | 4 |
| 3 | черен топ на бяло поле a8 · черен кон на черно поле b8 · черен офицер на бяло поле c8 · черна дама на черно поле d8 · черен цар на бяло поле e8 · черен офицер на черно поле f8 · черен топ на черно поле h8 · черна пешка на черно поле a7 · черна пешка на бяло поле b7 · черна пешка на черно поле e7 · черна пешка на бяло поле f7 · черна пешка на бяло поле h7 · черна пешка на черно поле d6 · черен кон на черно поле f6 · черна пешка на бяло поле g6 · бял кон на черно поле d4 · бяла пешка на бяло поле e4 · бяла пешка на черно поле f4 · бял кон на черно поле c3 · бяла пешка на бяло поле a2 · бяла пешка на черно поле b2 · бяла пешка на бяло поле c2 · бяла пешка на бяло поле g2 · бяла пешка на черно поле h2 · бял топ на черно поле a1 · бял офицер на черно поле c1 · бяла дама на бяло поле d1 · бял цар на черно поле e1 · бял офицер на бяло поле f1 · бял топ на бяло поле h1 | черен топ на бяло поле a8 · черен кон на черно поле b8 · черен офицер на бяло поле c8 · черна дама на черно поле d8 · черен цар на бяло поле e8 · черен офицер на черно поле f8 · черен топ на черно поле h8 · черна пешка на черно поле a7 · черна пешка на бяло поле b7 · черна пешка на черно поле e7 · черна пешка на бяло поле f7 · черна пешка на бяло поле h7 · черна пешка на черно поле d6 · черен кон на черно поле f6 · черна пешка на бяло поле g6 · бял кон на черно поле d4 · бяла пешка на бяло поле e4 · бяла пешка на черно поле f4 · бял кон на черно поле c3 · бяла пешка на бяло поле a2 · бяла пешка на черно поле b2 · бяла пешка на бяло поле c2 · бяла пешка на бяло поле g2 · бяла пешка на черно поле h2 · бял топ на черно поле a1 · бял офицер на черно поле c1 · бяла дама на бяло поле d1 · бял цар на черно поле e1 · бял офицер на бяло поле f1 · бял топ на бяло поле h1 | черен топ на бяло поле a8 · черен кон на черно поле b8 · черен офицер на бяло поле c8 · черна дама на черно поле d8 · черен цар на бяло поле e8 · черен офицер на черно поле f8 · черен топ на черно поле h8 · черна пешка на черно поле a7 · черна пешка на бяло поле b7 · черна пешка на черно поле e7 · черна пешка на бяло поле f7 · черна пешка на бяло поле h7 · черна пешка на черно поле d6 · черен кон на черно поле f6 · черна пешка на бяло поле g6 · бял кон на черно поле d4 · бяла пешка на бяло поле e4 · бяла пешка на черно поле f4 · бял кон на черно поле c3 · бяла пешка на бяло поле a2 · бяла пешка на черно поле b2 · бяла пешка на бяло поле c2 · бяла пешка на бяло поле g2 · бяла пешка на черно поле h2 · бял топ на черно поле a1 · бял офицер на черно поле c1 · бяла дама на бяло поле d1 · бял цар на черно поле e1 · бял офицер на бяло поле f1 · бял топ на бяло поле h1 | черен топ на бяло поле a8 · черен кон на черно поле b8 · черен офицер на бяло поле c8 · черна дама на черно поле d8 · черен цар на бяло поле e8 · черен офицер на черно поле f8 · черен топ на черно поле h8 · черна пешка на черно поле a7 · черна пешка на бяло поле b7 · черна пешка на черно поле e7 · черна пешка на бяло поле f7 · черна пешка на бяло поле h7 · черна пешка на черно поле d6 · черен кон на черно поле f6 · черна пешка на бяло поле g6 · бял кон на черно поле d4 · бяла пешка на бяло поле e4 · бяла пешка на черно поле f4 · бял кон на черно поле c3 · бяла пешка на бяло поле a2 · бяла пешка на черно поле b2 · бяла пешка на бяло поле c2 · бяла пешка на бяло поле g2 · бяла пешка на черно поле h2 · бял топ на черно поле a1 · бял офицер на черно поле c1 · бяла дама на бяло поле d1 · бял цар на черно поле e1 · бял офицер на бяло поле f1 · бял топ на бяло поле h1 | черен топ на бяло поле a8 · черен кон на черно поле b8 · черен офицер на бяло поле c8 · черна дама на черно поле d8 · черен цар на бяло поле e8 · черен офицер на черно поле f8 · черен топ на черно поле h8 · черна пешка на черно поле a7 · черна пешка на бяло поле b7 · черна пешка на черно поле e7 · черна пешка на бяло поле f7 · черна пешка на бяло поле h7 · черна пешка на черно поле d6 · черен кон на черно поле f6 · черна пешка на бяло поле g6 · бял кон на черно поле d4 · бяла пешка на бяло поле e4 · бяла пешка на черно поле f4 · бял кон на черно поле c3 · бяла пешка на бяло поле a2 · бяла пешка на черно поле b2 · бяла пешка на бяло поле c2 · бяла пешка на бяло поле g2 · бяла пешка на черно поле h2 · бял топ на черно поле a1 · бял офицер на черно поле c1 · бяла дама на бяло поле d1 · бял цар на черно поле e1 · бял офицер на бяло поле f1 · бял топ на бяло поле h1 | черен топ на бяло поле a8 · черен кон на черно поле b8 · черен офицер на бяло поле c8 · черна дама на черно поле d8 · черен цар на бяло поле e8 · черен офицер на черно поле f8 · черен топ на черно поле h8 · черна пешка на черно поле a7 · черна пешка на бяло поле b7 · черна пешка на черно поле e7 · черна пешка на бяло поле f7 · черна пешка на бяло поле h7 · черна пешка на черно поле d6 · черен кон на черно поле f6 · черна пешка на бяло поле g6 · бял кон на черно поле d4 · бяла пешка на бяло поле e4 · бяла пешка на черно поле f4 · бял кон на черно поле c3 · бяла пешка на бяло поле a2 · бяла пешка на черно поле b2 · бяла пешка на бяло поле c2 · бяла пешка на бяло поле g2 · бяла пешка на черно поле h2 · бял топ на черно поле a1 · бял офицер на черно поле c1 · бяла дама на бяло поле d1 · бял цар на черно поле e1 · бял офицер на бяло поле f1 · бял топ на бяло поле h1 | черен топ на бяло поле a8 · черен кон на черно поле b8 · черен офицер на бяло поле c8 · черна дама на черно поле d8 · черен цар на бяло поле e8 · черен офицер на черно поле f8 · черен топ на черно поле h8 · черна пешка на черно поле a7 · черна пешка на бяло поле b7 · черна пешка на черно поле e7 · черна пешка на бяло поле f7 · черна пешка на бяло поле h7 · черна пешка на черно поле d6 · черен кон на черно поле f6 · черна пешка на бяло поле g6 · бял кон на черно поле d4 · бяла пешка на бяло поле e4 · бяла пешка на черно поле f4 · бял кон на черно поле c3 · бяла пешка на бяло поле a2 · бяла пешка на черно поле b2 · бяла пешка на бяло поле c2 · бяла пешка на бяло поле g2 · бяла пешка на черно поле h2 · бял топ на черно поле a1 · бял офицер на черно поле c1 · бяла дама на бяло поле d1 · бял цар на черно поле e1 · бял офицер на бяло поле f1 · бял топ на бяло поле h1 | черен топ на бяло поле a8 · черен кон на черно поле b8 · черен офицер на бяло поле c8 · черна дама на черно поле d8 · черен цар на бяло поле e8 · черен офицер на черно поле f8 · черен топ на черно поле h8 · черна пешка на черно поле a7 · черна пешка на бяло поле b7 · черна пешка на черно поле e7 · черна пешка на бяло поле f7 · черна пешка на бяло поле h7 · черна пешка на черно поле d6 · черен кон на черно поле f6 · черна пешка на бяло поле g6 · бял кон на черно поле d4 · бяла пешка на бяло поле e4 · бяла пешка на черно поле f4 · бял кон на черно поле c3 · бяла пешка на бяло поле a2 · бяла пешка на черно поле b2 · бяла пешка на бяло поле c2 · бяла пешка на бяло поле g2 · бяла пешка на черно поле h2 · бял топ на черно поле a1 · бял офицер на черно поле c1 · бяла дама на бяло поле d1 · бял цар на черно поле e1 · бял офицер на бяло поле f1 · бял топ на бяло поле h1 | 3 |
| 2 | черен топ на бяло поле a8 · черен кон на черно поле b8 · черен офицер на бяло поле c8 · черна дама на черно поле d8 · черен цар на бяло поле e8 · черен офицер на черно поле f8 · черен топ на черно поле h8 · черна пешка на черно поле a7 · черна пешка на бяло поле b7 · черна пешка на черно поле e7 · черна пешка на бяло поле f7 · черна пешка на бяло поле h7 · черна пешка на черно поле d6 · черен кон на черно поле f6 · черна пешка на бяло поле g6 · бял кон на черно поле d4 · бяла пешка на бяло поле e4 · бяла пешка на черно поле f4 · бял кон на черно поле c3 · бяла пешка на бяло поле a2 · бяла пешка на черно поле b2 · бяла пешка на бяло поле c2 · бяла пешка на бяло поле g2 · бяла пешка на черно поле h2 · бял топ на черно поле a1 · бял офицер на черно поле c1 · бяла дама на бяло поле d1 · бял цар на черно поле e1 · бял офицер на бяло поле f1 · бял топ на бяло поле h1 | черен топ на бяло поле a8 · черен кон на черно поле b8 · черен офицер на бяло поле c8 · черна дама на черно поле d8 · черен цар на бяло поле e8 · черен офицер на черно поле f8 · черен топ на черно поле h8 · черна пешка на черно поле a7 · черна пешка на бяло поле b7 · черна пешка на черно поле e7 · черна пешка на бяло поле f7 · черна пешка на бяло поле h7 · черна пешка на черно поле d6 · черен кон на черно поле f6 · черна пешка на бяло поле g6 · бял кон на черно поле d4 · бяла пешка на бяло поле e4 · бяла пешка на черно поле f4 · бял кон на черно поле c3 · бяла пешка на бяло поле a2 · бяла пешка на черно поле b2 · бяла пешка на бяло поле c2 · бяла пешка на бяло поле g2 · бяла пешка на черно поле h2 · бял топ на черно поле a1 · бял офицер на черно поле c1 · бяла дама на бяло поле d1 · бял цар на черно поле e1 · бял офицер на бяло поле f1 · бял топ на бяло поле h1 | черен топ на бяло поле a8 · черен кон на черно поле b8 · черен офицер на бяло поле c8 · черна дама на черно поле d8 · черен цар на бяло поле e8 · черен офицер на черно поле f8 · черен топ на черно поле h8 · черна пешка на черно поле a7 · черна пешка на бяло поле b7 · черна пешка на черно поле e7 · черна пешка на бяло поле f7 · черна пешка на бяло поле h7 · черна пешка на черно поле d6 · черен кон на черно поле f6 · черна пешка на бяло поле g6 · бял кон на черно поле d4 · бяла пешка на бяло поле e4 · бяла пешка на черно поле f4 · бял кон на черно поле c3 · бяла пешка на бяло поле a2 · бяла пешка на черно поле b2 · бяла пешка на бяло поле c2 · бяла пешка на бяло поле g2 · бяла пешка на черно поле h2 · бял топ на черно поле a1 · бял офицер на черно поле c1 · бяла дама на бяло поле d1 · бял цар на черно поле e1 · бял офицер на бяло поле f1 · бял топ на бяло поле h1 | черен топ на бяло поле a8 · черен кон на черно поле b8 · черен офицер на бяло поле c8 · черна дама на черно поле d8 · черен цар на бяло поле e8 · черен офицер на черно поле f8 · черен топ на черно поле h8 · черна пешка на черно поле a7 · черна пешка на бяло поле b7 · черна пешка на черно поле e7 · черна пешка на бяло поле f7 · черна пешка на бяло поле h7 · черна пешка на черно поле d6 · черен кон на черно поле f6 · черна пешка на бяло поле g6 · бял кон на черно поле d4 · бяла пешка на бяло поле e4 · бяла пешка на черно поле f4 · бял кон на черно поле c3 · бяла пешка на бяло поле a2 · бяла пешка на черно поле b2 · бяла пешка на бяло поле c2 · бяла пешка на бяло поле g2 · бяла пешка на черно поле h2 · бял топ на черно поле a1 · бял офицер на черно поле c1 · бяла дама на бяло поле d1 · бял цар на черно поле e1 · бял офицер на бяло поле f1 · бял топ на бяло поле h1 | черен топ на бяло поле a8 · черен кон на черно поле b8 · черен офицер на бяло поле c8 · черна дама на черно поле d8 · черен цар на бяло поле e8 · черен офицер на черно поле f8 · черен топ на черно поле h8 · черна пешка на черно поле a7 · черна пешка на бяло поле b7 · черна пешка на черно поле e7 · черна пешка на бяло поле f7 · черна пешка на бяло поле h7 · черна пешка на черно поле d6 · черен кон на черно поле f6 · черна пешка на бяло поле g6 · бял кон на черно поле d4 · бяла пешка на бяло поле e4 · бяла пешка на черно поле f4 · бял кон на черно поле c3 · бяла пешка на бяло поле a2 · бяла пешка на черно поле b2 · бяла пешка на бяло поле c2 · бяла пешка на бяло поле g2 · бяла пешка на черно поле h2 · бял топ на черно поле a1 · бял офицер на черно поле c1 · бяла дама на бяло поле d1 · бял цар на черно поле e1 · бял офицер на бяло поле f1 · бял топ на бяло поле h1 | черен топ на бяло поле a8 · черен кон на черно поле b8 · черен офицер на бяло поле c8 · черна дама на черно поле d8 · черен цар на бяло поле e8 · черен офицер на черно поле f8 · черен топ на черно поле h8 · черна пешка на черно поле a7 · черна пешка на бяло поле b7 · черна пешка на черно поле e7 · черна пешка на бяло поле f7 · черна пешка на бяло поле h7 · черна пешка на черно поле d6 · черен кон на черно поле f6 · черна пешка на бяло поле g6 · бял кон на черно поле d4 · бяла пешка на бяло поле e4 · бяла пешка на черно поле f4 · бял кон на черно поле c3 · бяла пешка на бяло поле a2 · бяла пешка на черно поле b2 · бяла пешка на бяло поле c2 · бяла пешка на бяло поле g2 · бяла пешка на черно поле h2 · бял топ на черно поле a1 · бял офицер на черно поле c1 · бяла дама на бяло поле d1 · бял цар на черно поле e1 · бял офицер на бяло поле f1 · бял топ на бяло поле h1 | черен топ на бяло поле a8 · черен кон на черно поле b8 · черен офицер на бяло поле c8 · черна дама на черно поле d8 · черен цар на бяло поле e8 · черен офицер на черно поле f8 · черен топ на черно поле h8 · черна пешка на черно поле a7 · черна пешка на бяло поле b7 · черна пешка на черно поле e7 · черна пешка на бяло поле f7 · черна пешка на бяло поле h7 · черна пешка на черно поле d6 · черен кон на черно поле f6 · черна пешка на бяло поле g6 · бял кон на черно поле d4 · бяла пешка на бяло поле e4 · бяла пешка на черно поле f4 · бял кон на черно поле c3 · бяла пешка на бяло поле a2 · бяла пешка на черно поле b2 · бяла пешка на бяло поле c2 · бяла пешка на бяло поле g2 · бяла пешка на черно поле h2 · бял топ на черно поле a1 · бял офицер на черно поле c1 · бяла дама на бяло поле d1 · бял цар на черно поле e1 · бял офицер на бяло поле f1 · бял топ на бяло поле h1 | черен топ на бяло поле a8 · черен кон на черно поле b8 · черен офицер на бяло поле c8 · черна дама на черно поле d8 · черен цар на бяло поле e8 · черен офицер на черно поле f8 · черен топ на черно поле h8 · черна пешка на черно поле a7 · черна пешка на бяло поле b7 · черна пешка на черно поле e7 · черна пешка на бяло поле f7 · черна пешка на бяло поле h7 · черна пешка на черно поле d6 · черен кон на черно поле f6 · черна пешка на бяло поле g6 · бял кон на черно поле d4 · бяла пешка на бяло поле e4 · бяла пешка на черно поле f4 · бял кон на черно поле c3 · бяла пешка на бяло поле a2 · бяла пешка на черно поле b2 · бяла пешка на бяло поле c2 · бяла пешка на бяло поле g2 · бяла пешка на черно поле h2 · бял топ на черно поле a1 · бял офицер на черно поле c1 · бяла дама на бяло поле d1 · бял цар на черно поле e1 · бял офицер на бяло поле f1 · бял топ на бяло поле h1 | 2 |
| 1 | черен топ на бяло поле a8 · черен кон на черно поле b8 · черен офицер на бяло поле c8 · черна дама на черно поле d8 · черен цар на бяло поле e8 · черен офицер на черно поле f8 · черен топ на черно поле h8 · черна пешка на черно поле a7 · черна пешка на бяло поле b7 · черна пешка на черно поле e7 · черна пешка на бяло поле f7 · черна пешка на бяло поле h7 · черна пешка на черно поле d6 · черен кон на черно поле f6 · черна пешка на бяло поле g6 · бял кон на черно поле d4 · бяла пешка на бяло поле e4 · бяла пешка на черно поле f4 · бял кон на черно поле c3 · бяла пешка на бяло поле a2 · бяла пешка на черно поле b2 · бяла пешка на бяло поле c2 · бяла пешка на бяло поле g2 · бяла пешка на черно поле h2 · бял топ на черно поле a1 · бял офицер на черно поле c1 · бяла дама на бяло поле d1 · бял цар на черно поле e1 · бял офицер на бяло поле f1 · бял топ на бяло поле h1 | черен топ на бяло поле a8 · черен кон на черно поле b8 · черен офицер на бяло поле c8 · черна дама на черно поле d8 · черен цар на бяло поле e8 · черен офицер на черно поле f8 · черен топ на черно поле h8 · черна пешка на черно поле a7 · черна пешка на бяло поле b7 · черна пешка на черно поле e7 · черна пешка на бяло поле f7 · черна пешка на бяло поле h7 · черна пешка на черно поле d6 · черен кон на черно поле f6 · черна пешка на бяло поле g6 · бял кон на черно поле d4 · бяла пешка на бяло поле e4 · бяла пешка на черно поле f4 · бял кон на черно поле c3 · бяла пешка на бяло поле a2 · бяла пешка на черно поле b2 · бяла пешка на бяло поле c2 · бяла пешка на бяло поле g2 · бяла пешка на черно поле h2 · бял топ на черно поле a1 · бял офицер на черно поле c1 · бяла дама на бяло поле d1 · бял цар на черно поле e1 · бял офицер на бяло поле f1 · бял топ на бяло поле h1 | черен топ на бяло поле a8 · черен кон на черно поле b8 · черен офицер на бяло поле c8 · черна дама на черно поле d8 · черен цар на бяло поле e8 · черен офицер на черно поле f8 · черен топ на черно поле h8 · черна пешка на черно поле a7 · черна пешка на бяло поле b7 · черна пешка на черно поле e7 · черна пешка на бяло поле f7 · черна пешка на бяло поле h7 · черна пешка на черно поле d6 · черен кон на черно поле f6 · черна пешка на бяло поле g6 · бял кон на черно поле d4 · бяла пешка на бяло поле e4 · бяла пешка на черно поле f4 · бял кон на черно поле c3 · бяла пешка на бяло поле a2 · бяла пешка на черно поле b2 · бяла пешка на бяло поле c2 · бяла пешка на бяло поле g2 · бяла пешка на черно поле h2 · бял топ на черно поле a1 · бял офицер на черно поле c1 · бяла дама на бяло поле d1 · бял цар на черно поле e1 · бял офицер на бяло поле f1 · бял топ на бяло поле h1 | черен топ на бяло поле a8 · черен кон на черно поле b8 · черен офицер на бяло поле c8 · черна дама на черно поле d8 · черен цар на бяло поле e8 · черен офицер на черно поле f8 · черен топ на черно поле h8 · черна пешка на черно поле a7 · черна пешка на бяло поле b7 · черна пешка на черно поле e7 · черна пешка на бяло поле f7 · черна пешка на бяло поле h7 · черна пешка на черно поле d6 · черен кон на черно поле f6 · черна пешка на бяло поле g6 · бял кон на черно поле d4 · бяла пешка на бяло поле e4 · бяла пешка на черно поле f4 · бял кон на черно поле c3 · бяла пешка на бяло поле a2 · бяла пешка на черно поле b2 · бяла пешка на бяло поле c2 · бяла пешка на бяло поле g2 · бяла пешка на черно поле h2 · бял топ на черно поле a1 · бял офицер на черно поле c1 · бяла дама на бяло поле d1 · бял цар на черно поле e1 · бял офицер на бяло поле f1 · бял топ на бяло поле h1 | черен топ на бяло поле a8 · черен кон на черно поле b8 · черен офицер на бяло поле c8 · черна дама на черно поле d8 · черен цар на бяло поле e8 · черен офицер на черно поле f8 · черен топ на черно поле h8 · черна пешка на черно поле a7 · черна пешка на бяло поле b7 · черна пешка на черно поле e7 · черна пешка на бяло поле f7 · черна пешка на бяло поле h7 · черна пешка на черно поле d6 · черен кон на черно поле f6 · черна пешка на бяло поле g6 · бял кон на черно поле d4 · бяла пешка на бяло поле e4 · бяла пешка на черно поле f4 · бял кон на черно поле c3 · бяла пешка на бяло поле a2 · бяла пешка на черно поле b2 · бяла пешка на бяло поле c2 · бяла пешка на бяло поле g2 · бяла пешка на черно поле h2 · бял топ на черно поле a1 · бял офицер на черно поле c1 · бяла дама на бяло поле d1 · бял цар на черно поле e1 · бял офицер на бяло поле f1 · бял топ на бяло поле h1 | черен топ на бяло поле a8 · черен кон на черно поле b8 · черен офицер на бяло поле c8 · черна дама на черно поле d8 · черен цар на бяло поле e8 · черен офицер на черно поле f8 · черен топ на черно поле h8 · черна пешка на черно поле a7 · черна пешка на бяло поле b7 · черна пешка на черно поле e7 · черна пешка на бяло поле f7 · черна пешка на бяло поле h7 · черна пешка на черно поле d6 · черен кон на черно поле f6 · черна пешка на бяло поле g6 · бял кон на черно поле d4 · бяла пешка на бяло поле e4 · бяла пешка на черно поле f4 · бял кон на черно поле c3 · бяла пешка на бяло поле a2 · бяла пешка на черно поле b2 · бяла пешка на бяло поле c2 · бяла пешка на бяло поле g2 · бяла пешка на черно поле h2 · бял топ на черно поле a1 · бял офицер на черно поле c1 · бяла дама на бяло поле d1 · бял цар на черно поле e1 · бял офицер на бяло поле f1 · бял топ на бяло поле h1 | черен топ на бяло поле a8 · черен кон на черно поле b8 · черен офицер на бяло поле c8 · черна дама на черно поле d8 · черен цар на бяло поле e8 · черен офицер на черно поле f8 · черен топ на черно поле h8 · черна пешка на черно поле a7 · черна пешка на бяло поле b7 · черна пешка на черно поле e7 · черна пешка на бяло поле f7 · черна пешка на бяло поле h7 · черна пешка на черно поле d6 · черен кон на черно поле f6 · черна пешка на бяло поле g6 · бял кон на черно поле d4 · бяла пешка на бяло поле e4 · бяла пешка на черно поле f4 · бял кон на черно поле c3 · бяла пешка на бяло поле a2 · бяла пешка на черно поле b2 · бяла пешка на бяло поле c2 · бяла пешка на бяло поле g2 · бяла пешка на черно поле h2 · бял топ на черно поле a1 · бял офицер на черно поле c1 · бяла дама на бяло поле d1 · бял цар на черно поле e1 · бял офицер на бяло поле f1 · бял топ на бяло поле h1 | черен топ на бяло поле a8 · черен кон на черно поле b8 · черен офицер на бяло поле c8 · черна дама на черно поле d8 · черен цар на бяло поле e8 · черен офицер на черно поле f8 · черен топ на черно поле h8 · черна пешка на черно поле a7 · черна пешка на бяло поле b7 · черна пешка на черно поле e7 · черна пешка на бяло поле f7 · черна пешка на бяло поле h7 · черна пешка на черно поле d6 · черен кон на черно поле f6 · черна пешка на бяло поле g6 · бял кон на черно поле d4 · бяла пешка на бяло поле e4 · бяла пешка на черно поле f4 · бял кон на черно поле c3 · бяла пешка на бяло поле a2 · бяла пешка на черно поле b2 · бяла пешка на бяло поле c2 · бяла пешка на бяло поле g2 · бяла пешка на черно поле h2 · бял топ на черно поле a1 · бял офицер на черно поле c1 · бяла дама на бяло поле d1 · бял цар на черно поле e1 · бял офицер на бяло поле f1 · бял топ на бяло поле h1 | 1 |
|   | a | b | c | d | e | f | g | h |   |

Левенфиш е роден в Полша, тогава част от Руската империя. Прекарва по-голямата част от годините си на развитие в Санкт Петербург, където посещава университет и учи химическо инженерство. Най-ранното му разпознаване като бележит шахматист идва, когато печели Санктпетербургския шампионат по шахмат през 1909 г. Впоследствие участва на силния турнир Карлсбат (сега Карлови Вари) през 1911 г. и прави силно впечатление, въпреки отрицателния личен резултат от турнира. На времето неговата игра е сравнявана с тази на легендарния Михаил Чигорин. През следващото десетилетие, Левенфиш продължава да се представя силно в местни турнири, като най-забележителни са победите му на Ленинградското първенство през 1922, 1924 и 1925 (съшампион). На национално ниво също записва отлични резултати. През 1920 г. е трети в първенството на Съветския съюз, през 1923 г. е втори, съшампион в Ленинград през 1934 г. (с Иля Рабинович с резултат 12/19 т.) и абсолютен шампион през 1937 г. с 12,5/19 т.
През 1935 г. на силния Московски международен турнир, записва 10,5/19 т., което го поставя на 6-7 позиция в класирането. Турнирът е спечелен от Михаил Ботвиник и Сало Флор. На турнира само за съветски шахматисти в Ленинград през 1936 г., Левенфиш завършва на трето място с 8,5/14 т. Участва на тренинговия турнир Москва-Ленинград през 1939 г., където заема 3-6 място с 10/17 т. зад победителите Флор и Самуел Решевски.
През 1937 г. изиграва серия от над 13 срещи с Ботвиник, която завършва реми, а през 1940 г. също в подобна серия побеждава Владимир Алаторцев.
Въпреки успехите си, Левенфиш е на практика игнориран от ръководителите на съветския шахмат. Те последователно поддържат неговия велик противник Ботвиник и претендентите за трона не са поощрявани. Левенфиш е част от по-старото поколение от шахматни майстори и е с 22 години по-възрастен от Ботвиник. Общо казано, Левенфиш води своя живот в трагични условия за времето си, като той е единственият шахматист от своето поколение, който не е възнаграден за успехите си. Това означава, че разполага само със средства за слабо отоплена стая в занемарен блок с апартаменти. Допълнително към това, съветското правителство отказва да разреши на Левенфиш, да участва на шахматни мероприятия в чужбина, такива като АВРО турнира през 1938 г. Тези условия повлияват на постоянството на руския шахматист и най-вече върху неговия морал и развитието му като шахматист. Останалите шахматисти родени преди революцията като Александър Алехин, Ефим Боголюбов, Акиба Рубинщайн и Арон Нимцович имат пълна свобода за участие на шахматните турнири, провеждани извън границите на Съветския съюз. Лишен от същите възможности, като на неговите сънародници, Левенфиш е принуден да участва само на вътрешни турнири и да работи в стъкларската индустрия, за да преживява.
Левенфиш е награден с гросмайсторско звание от ФИДЕ през 1950 г.

## Избрана библиография
Посочената година на публикуване е тази, през която книгите са издадени за първи път на съветския книжен пазар.
- 1926 – „Първа книга на шахматиста“
- 1928 – „Мач Алехин-Капабланка на световното първенство“ (в съавторство с Петър Романовски)
- 1950 – „Шахматни основи“ (в съавторство с Виталий Чеховер)
- 1950 – „Шахмат за начинаещи“
- 1957 – „Книга за начинаещия шахматист“ (превод: Книга за начеващия шахматист, София, Медицина и физкултура, 1961)
- 1957 – „Терия на топовите ендшпили“ (в съавторство с Василий Смислов и преиздавана)